# Animal (케샤의 음반)
《Animal》은 미국의 팝 가수 케샤의 정규 앨범이자 데뷔 앨범이다. 2010년 1월 1일 RCA 레코드 레이블에 의해 발매되었다. 케샤와 앨범 작업을 함께한 프로듀서로는 닥터 루크, Ammo, 베니 블랑코, David Gamson, Greg Kurstin, 맥스 마틴, Tom Neville, 쉘백 등이 있다. 앨범 대부분 곡의 가사는 사랑, 비탄, 소년에 영향을 받아 케샤의 과거 삶의 경험에서 우러난 일이다. 앨범은 전반적으로 비트에 일렉트로팝의 요소를 반영시켜 음악적으로 신나고, 파티스러운 짐승적인 팝 장르로 재탄생 시켰다.
앨범은 발매된 후 음악 평론가들로부터 여러 가지 평을 받았다. 대부분의 대중들은 성의가 없다는 주장을 내세웠으나, 일부로부터는 재밌고 신나는 높은 평가를 주기도 했다. 또한 호불호가 분명하게 갈라져 분쟁이 심해지기도 했다. 앨범은 이후 성공적으로 데뷔해 캐나다와 미국, 그리스에서 1위에 올랐으며 기타 일곱개 국가에서 상위 10권에 오르기도 했다. 전 세계적으로 이 앨범은 백만장 이상이 팔리고 있다.
이 앨범에서 총 네개의 싱글이 발매되었다. 앨범의 리드싱글 "Tik Tok"은 2008년 8월 7일 출시 됐고, 전 세계 11개 국가에서 1위를 했다. 그것은 빌보드 핫 100에서 무려 9주동안 1위를 했었다. 앨범의 두 번째 싱글 "Blah Blah Blah"와 세 번째 싱글 "Your Love Is My Drug"은 좋은 반응을 얻어 여러 국가에서 10위권에 진입한다. 이후 네 번째 싱글 "Take It Off"가 발매되었고 4개의 국가에서 10위권에 들었다.
2010년 10월 5번째 싱글인 "We R Who We R"가 발매되었고 미국의 한 청소년이 친구들의 따돌림으로 자살했다는 소식을 듣고 쓴 곡으로 화제가 되었다. 가사에는 동성애를 보호하자는 메시지를 담고 있다. 그리고 이어서 6번째 싱글인 "Sleazy"가 발매되었다.

## 음악 및 가사
음악적으로 Animal은 댄스 팝 장르중 하나로 일렉트로팝의 장르를 반영했다. 일부의 수록곡은 1980년대를 연상시키도 하는데, 대표적인 곡으로 "Party at a Rich Dude's House"이며 올뮤직의 평가의원 데이비드 제프리스가 1982년 개봉한 리치몬드 연애 소동에 어울릴만한 노래라고 했다. 또한 Animal의 샘플에는 케샤의 음성및 보컬을 조정해주는 보코더를 사용했다.

## 차트 실적
미국에서 Animal은 첫주에 15만장을 팔아 2010년 1월 23일 빌보드 200에 1위로 데뷔한다(그중 76%는 디지털 판매량으로, 실제 판매량과 비율로 정하면 1위가 될 수있다). 리드 싱글 "Tik Tok"은 또한 빌보드 핫 100을 점령하기도 하며 상업적인 성공을 이루었다. 이 앨범은 2010년 9월 2일 일자로 미국에서만 926,400만장을 팔았다. 캐나다에서는 첫주 16,000만장을 팔며 캐나다 앨범 차트에서 1위로 데뷔한다. 이후 2010년 3월 앨범은 8만장 이상의 판매고를 올리며 캐나다 음반 협회 (CRIA)로부터 플래티넘 인증을 받는다.
영국에서는 미국에서 발매된지 한달 후에 출시되며 영국 음반 차트에서 8위로 데뷔한다. 호주에서는 4위로 데뷔했으며 2주동안이나 5위권안에 존재했었다. 또한 호주 음반 산업 협회(ARIA)로부터 8만장을 판매해 플래티넘 인증을 받는다. Animal은 2010년 1월 11일 뉴질랜드서 발매되었으며 발매와 동시 6위로 데뷔했다. 이후 7월 뉴질랜드에서 15,000만장 이상을 판매해 플래티넘 인증을 받는다. 2010년 3월의 기록으로 Animal은 세계적으로 백만장 이상의 판매고를 올리고있다(이중 50%는 디지털 판매량).

## 곡 목록
케샤의 정규 1집 Animal의 수록곡은 다음과 같다. 리패키지 앨범 Animal + Cannibal은 2CD로 2010년 11월 23일 발매되었으며 CD 1에는 1집 수록곡, CD 2에는 2010년 10월에 선공개된 "We R Who We R"과 정규 1집 일본판의 수록곡 "C U Next Tuesday"을 포함해서 총 9곡이 들어가있다.

### Aminal
1. Your Love Is My Drug (3rd Single)
2. Tik Tok (1st Single)
3. Take It Off (4th Single)
4. Kiss N Tell
5. Stephan
6. Blah Blah Blah (Feat. 3OH!3) (2nd Single)
7. Hungover
8. Party At A Rich Dude's House
9. Backstabber
10. Blind
11. Dinosaur
12. Dancing With Tears In My Eyes
13. Boots & Boys
14. Animal
15. VIP

### Animal + Cannibal
1. Cannibal
2. We R Who We R (5th Single)
3. Sleazy (6th Single)
4. Blow (7th Single)
5. The Harold Song
6. Crazy Beautiful Life
7. Grow A Pear
8. C U Next Tuesday
9. Animal (Billboard Mix)

## 차트, 인증 및 행렬
| 차트 (2010)                 | 최고 기록 |
| --------------------------- | --------- |
| 오스트레일리아 음반 차트    | 4         |
| 벨기에 음반 차트 (플랑드르) | 39        |
| 벨기에 음반 차트 (왈로니아) | 22        |
| 캐나디언 음반 차트          | 1         |
| 네덜란드 음반 차트          | 52        |
| 프랑스 음반 차트            | 11        |
| 독일 음반 차트              | 7         |
| 그리스 음반 차트            | 1         |
| 아일랜드 음반 차트          | 8         |
| 이탈리안 음반 차트          | 22        |
| 일본 음반 차트              | 3         |
| 멕시칸 음반 차트            | 27        |
| 뉴질랜드 음반 차트          | 6         |
| 노르웨이 음반 차트          | 36        |
| 폴란드 음반 차트            | 44        |
| 스페니쉬 음반 차트          | 64        |
| 스위스 음반 차트            | 3         |
| 영국 음반 차트              | 8         |
| 미국 빌보드 200             | 1         |

| 국가           | 음반 판매량 인증 (음반 판매값) |
| -------------- | ------------------------------ |
| 오스트레일리아 | 플래티넘                       |
| 캐나다         | 플래티넘                       |
| 일본           | 골드                           |
| 뉴질랜드       | 플래티넘                       |
| 대한민국       | 2x 플래티넘                    |